# Божуриште
Божуриште (болг. Божурище) — город в Болгарии. Находится в Софийской области, входит в общину Божуриште. Население составляет 5230 человек.
Город расположен в 3 км к западу от Софии, на автомобильной дороге E 80 (Белград — Стамбул). Название происходит от болг. Божур, что означает пион.

## Политическая ситуация
Кмет (мэр) общины Божуриште — Аспарух Асенов Аспарухов (инициативный комитет) по результатам выборов.